# Rob Knox
Robert Arthur Knox (Kent, Inglaterra, 21 de agosto de 1989 - Sidcup, Londres, 24 de mayo de 2008) conocido como Rob Knox fue un actor inglés que interpretó al personaje de Marcus Belby en la película Harry Potter y el príncipe mestizo,y había firmado para aparecer en su secuela Harry Potter y las Reliquias de la Muerte - Parte 1.
Habiendo estudiado en Beths Grammar School, Bexley, Knox comenzó a actuar a los 11 años, consiguiendo pequeños papeles en programas de televisión británicos como The Bill, After You've Gone y Trust Me, I'm a Teenager. Su primera aparición cinematográfica fue como extra en El Rey Arturo (2004).
Knox murió después de ser apuñalado afuera de un bar en Sidcup, sureste de Londres, en mayo de 2008, cuando intervino en una pelea para proteger a su hermano. Su asesinato atrajo una amplia atención en la prensa británica, y su agresor, Karl Norman Bishop, fue posteriormente condenado a cadena perpetua, con un período mínimo de 20 años sin libertad condicional. En 2008, la Fundación Rob Knox creó un festival de cine anual, el Festival de Cine Rob Knox, para conmemorarlo y ayudar a financiar la formación de jóvenes locales en las artes.

## Primeros años y carrera
Knox nació de Colin y Sally Knox en 1989. Fue alumno de la Beths Grammar School, Bexley. Había estado actuando desde los 11 años, y su primer papel acreditado fue una pequeña actuación en un episodio del drama policial de ITV The Bill y también apareció en el reality show de Channel 4 Trust Me, I'm a Teenager y en la comedia de la BBC After You've Gone. Anteriormente había aparecido como extra en varias producciones. La primera película en la que apareció Knox fue El Rey Arturo en 2004. También apareció en Tonight with Trevor McDonald.

## Harry Potter
En 2007, comenzó el casting para el papel de Marcus Belby en Harry Potter y el príncipe mestizo, la adaptación cinematográfica de la novela más vendida de la autora británica J. K. Rowling y la sexta entrega de la serie de películas de Harry Potter.
Knox apareció póstumamente en Harry Potter y el príncipe mestizo (2009).
Aunque su personaje no aparece en la séptima novela, Knox había firmado para repetir su papel de Marcus Belby en la producción de Harry Potter y las Reliquias de la Muerte.

## Asesinato
Knox murió a la edad de 18 años después de ser apuñalado afuera del Metro Bar en Sidcup, sureste de Londres, el 24 de mayo de 2008. Había intervenido en una pelea para proteger a su hermano Jamie, de 17 años, que estaba siendo amenazado por un hombre armado con dos cuchillos de cocina.Warner Bros. publicó un comunicado sobre su muerte: "Estamos todos conmocionados y entristecidos por esta noticia y en este momento nuestras condolencias están con su familia".

### Arresto y juicio de Karl Bishop
Karl Norman Bishop (nacido en 1987 en Lewisham,sureste de Londres), de Carlton Road, Sidcup, fue acusado del asesinato. Fue puesto bajo custodia y permaneció allí hasta su juicio, que comenzó en febrero de 2009. El 4 de marzo de 2009, Bishop fue declarado culpable de asesinato, y recibió una sentencia de cadena perpetua con un mínimo de 20 años antes de ser considerado para la libertad condicional. La policía informó que no mostró ningún remordimiento por el crimen.

## Medios de comunicación

### Documental
- (K)nox: The Rob Knox Story, Abril de 2021., un documental de ITVX.[12]

## Filmografía
| Película   | Película                           | Película     | Película              |
| Año        | Título                             | Role         | Notas                 |
| ---------- | ---------------------------------- | ------------ | --------------------- |
| 2004       | Rey Arturo                         | extra        | Sin acreditar         |
| 2009       | Harry Potter y el príncipe mestizo | Marcus Belby | Liberado póstumamente |
| 2021       | (K)nox: La historia de Rob Knox    | Sí mismo     | Liberado póstumamente |
| Televisión |                                    |              |                       |
| Año        | Título                             | Role         | Notas                 |
|            | El proyecto de ley                 | Desconocido  | 1 episodio            |
| 2003       | Créeme, soy un adolescente.        | Sí mismo     |                       |
| 2007       | Después de que te hayas ido        | Josh         | 2 episodios           |